# Kiepojcie
Kiepojcie (deutsch Eszergallen) ist ein kleines Dorf in der Woiwodschaft Ermland-Masuren in Polen. Es gehört zur Landgemeinde Dubeninki (Dubeningken) im Powiat Gołdapski.

## Geographie
Kiepojcie liegt südöstlich der Rominter Heide (Puszcza Romincka) an der Nordspitze des Jezioro Przerośl (Loyer bzw. Loier See), 20 Kilometer von der Kreisstadt Gołdap (Goldap) entfernt.

## Geschichte
Seine erste Erwähnung erfuhr der kleine und damals Ilgaescherey genannte Ort im Jahre 1539. Der Ortsname machte in den Folgejahren mehrfache Veränderungen durch: vor 1590 Kipeischen, nach 1734 Keppetschen, vor 1800 Kepeitschen, vor 1820 Essergallen, vor 1936 Eszergallen, Kirchspiel Dubeningken.
Im Jahre 1874 wurde Eszergallen in den neu errichteten Amtsbezirk Loyen  eingegliedert. Er gehörte – 1939 in „Amtsbezirk Loien“ umbenannt – bis 1945 zum Kreis Goldap im Regierungsbezirk Gumbinnen der preußischen Provinz Ostpreußen.
160 Einwohner waren im Jahr 1910 in Eszergallen gemeldet. Ihre Zahl verringerte sich bis 1933 auf 131 und belief sich 1939 auf nur noch 118.
Am 17. September 1936 wurde die Namensschreibweise des Ortes in „Eschergallen“ geändert. Am 3. Juni 1938 erfolgte die Umbenennung in „Äschenbruch“.
In Kriegsfolge kam das Dorf 1945 mit dem südlichen Ostpreußen zu Polen und wird seither „Kiepojcie“ genannt. Es ist jetzt Sitz eines Schulzenamtes (polnisch Sołectwo) und eine Ortschaft im Verbund der Gmina Dubeninki im Powiat Gołdapski. Gehörte es zwischen 1975 und 1998 noch zur Woiwodschaft Suwałki, so ist es seither in die Woiwodschaft Ermland-Masuren integriert. Im Jahr 2006 betrug die Einwohnerzahl 91.

## Religionen
In Ezsergallen lebte vor 1945 eine überwiegend evangelische Bevölkerung. Das Dorf war in das Kirchspiel der Kirche Dubeningken eingepfarrt, die zum Kirchenkreis Goldap in der Kirchenprovinz Ostpreußen der Kirche der Altpreußischen Union gehörte. Die wenigen Katholiken waren nach Goldap im Bistum Ermland hin orientiert.
Nach 1945 änderte sich die kirchliche Zugehörigkeit diametral: die mehrheitlich in Kiepojcie lebenden katholischen Kirchenglieder gehören jetzt zu ihrer Pfarrkirche in Dubeninki, die vor 1945 noch evangelische Pfarrkirche war. Sie ist dem Dekanat Filipów im Bistum Ełk (Lyck) der Katholischen Kirche in Polen zugeordnet. Die geringe Zahl der evangelischen Kirchenglieder gehört zur Kirchengemeinde Gołdap, einer Filialgemeinde der Pfarrei in Suwałki in der Diözese Masuren der Evangelisch-Augsburgischen Kirche in Polen.

## Verkehr
Kiepojcie liegt verkehrsmäßig günstig an der Woiwodschaftsstraße DW651, die die Kreisstädte Gołdap und Sejny in der Woiwodschaft Podlachien miteinander verbindet. 
Eine Bahnanbindung besteht nicht mehr, seit 1945 die auch als „Kaiserbahn“ titulierte Bahnstrecke Goldap–Szittkehmen mit der nächstgelegenen Bahnstation Dubeninki außer Betrieb gesetzt wurde.